# ニセコ新見温泉

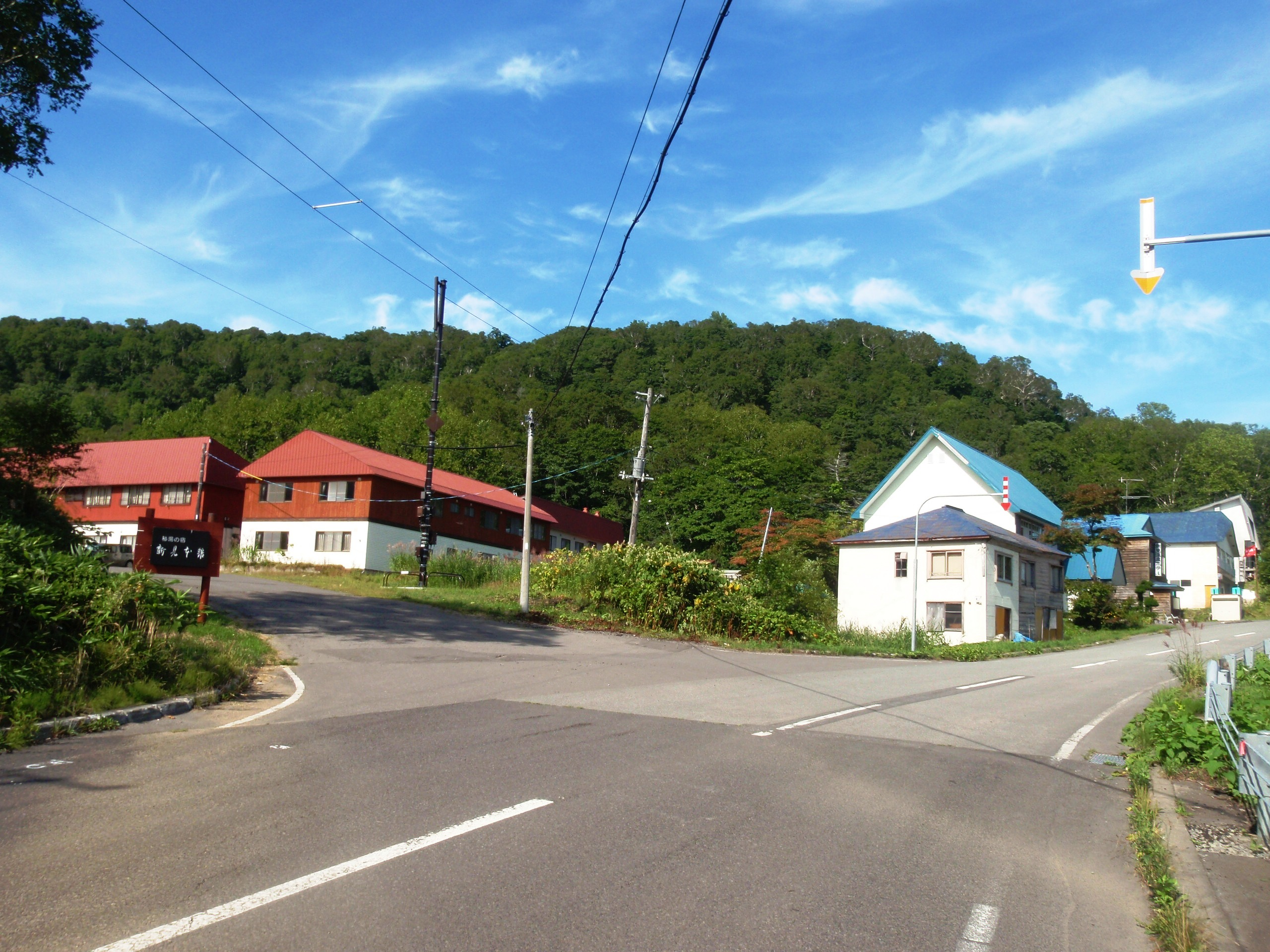
左が新見本館、右が新見温泉ホテル

ニセコ新見温泉（ニセコにいみおんせん）または新見温泉は、北海道磯谷郡蘭越町字新見にあった温泉。

## 泉質
- 含石膏 - 弱食塩泉
  - 源泉温度 64.4℃、pH 7.4、湧出量 225L/min（自然湧出）
- 石膏泉
  - 源泉温度 65.2℃、pH 7.4、湧出量 75L/min（自然湧出）[1]
  - ともに無色透明、飲泉可

## 温泉街
ニセコ連峰目国内岳中腹の山中に温泉街があった。かつてはホテルが2軒あり、どちらも日帰り入浴可能であり、源泉掛け流し、混浴露天風呂を備えていた。

## 歴史
- 1908年（明治41年）4月21日 - 新見直太郎によって発見される。発見者の苗字が温泉名の由来となっている。
- 1954年（昭和29年） - 当時の旅館の横に新館が完成。
- 1958年（昭和33年）11月1日 - 厚生省告示第327号により、ニセコ温泉郷の一部として国民保養温泉地に指定。
- 1960年（昭和35年） - 直太郎の2人の息子に本館（後のホテル新見本館）と新館（後の新見温泉ホテル）の経営権をそれぞれ移譲する[2]。
- 2016年（平成28年）
  - 3月26日に 新見本館が、3月31日に新見温泉ホテルがそれぞれ廃業[2]。
  - 10月に札幌市内でオフィスビルの賃貸業を営む敷島屋が新見温泉を取得したことが明らかになる[3]
- 2017年（平成29年）1月7日 - 札幌観光バスの子会社で外国人旅行者のツアーを扱うクールスターが運営者となって再開業[4]したが同年6月30日を以て建物老朽化のため再度休業となる。
- その後、改修工事に着手した形跡はなく建物は2018年（平成30年）頃に一部倒壊し、放置された後に2020年（令和2年）頃に解体された[5]。

## アクセス
- 函館本線蘭越駅からタクシーで約15分。